# Linha 1 (MTS)
A Linha 1 do Metro Sul do Tejo é uma das três linhas do sistema de metro ligeiro da Margem Sul. Com 13 estações, liga as estações de Cacilhas a Corroios numa extensão aproximada de sete quilómetros, ligando um eixo que serve o munícipio desde Almada passando pelo Laranjeiro e a EN10, terminando em Corroios, já no Seixal. 

## História

### Corroios - Cova da Piedade
O seu troço inicial entre Corroios e Cova da Piedade foi inaugurado a 30 de abril de 2007, entrando ao serviço da população a 1 de maio do mesmo ano. Inicialmente, a linha 1 operava no mesmo troço e percurso que a linha 2, circulando entre Corroios e a Cova da Piedade.

### Prolongamento a Cacilhas
Após os testes com as automotoras terem começam em agosto de 2008 entre Bento Gonçalves e Ramalha a Cacilhas, a ligação foi inaugurada a 26 de novembro de 2008, ligando a linha 1 aos barcos da Transtejo, assim como também passou a ligar a linha a Almada e à linha 3 diretamente.

### Futuras extensões
Desde a abertura do sistema que existem planos para expandir o sistema e a linha 1 de Corroios até a outros locais da Margem Sul, especialmente ao Seixal aonde mais sempre se fez voz acerca do tema para prosseguir com as 2ª (de Corroios até ao Fogueteiro) e 3ª fase (do Fogueteiro até ao Lavradio, passando pelo Seixal e Barreiro) do projeto de expansão do Metro Sul do Tejo. A expansão incluíria planos para servir Cruz de Pau, Amora, Fogueteiro, Torre da Marinha, Arrentela e Seixal. A partir do Seixal, a linha seguiria para o Barreiro (a partir de uma nova ponte entre as duas localidades) e o Lavradio, com possíveis prolongamentos futuros até à Baixa da Banheira, Alhos Vedros e Moita.
Em 2017, um despacho do Governo criou um grupo de trabalho para promover um estudo de um corredor de transportes públicos em complemento e conexão com o sistema em operação na fase 1 do Metro Sul do Tejo, em conjunto com o professor João de Abreu e Silva do IST, as câmaras municipais de Alcochete, Almada, Barreiro, Moita, Montijo e Seixal, a IP, o LNEC e o IMT. O trabalho ficou concluído em 2021 e analisou opções da expansões serem em Metro Ligeiro ou BRT, este último à base de autocarros eléctricos em vias exclusivas. Ficaram definidas duas grandes possibilidades para o futuro da linha 1: 
- Linha extendida até Alhos Vedros, com o BRT a ser feito entre Alhos Vedros e Alcochete;

- Linha mantida em Corroios, com o BRT a tomar todo o troço de Corroios até Alcochete.

Estima-se que o BRT pudesse ter uma capacidade até 150 lugares, inferior aos 280 lugares do metro ligeiro, com um investimento acima de 700 milhões de euros no primeiro cenário e quase 600 milhões no segundo.

## Conexões

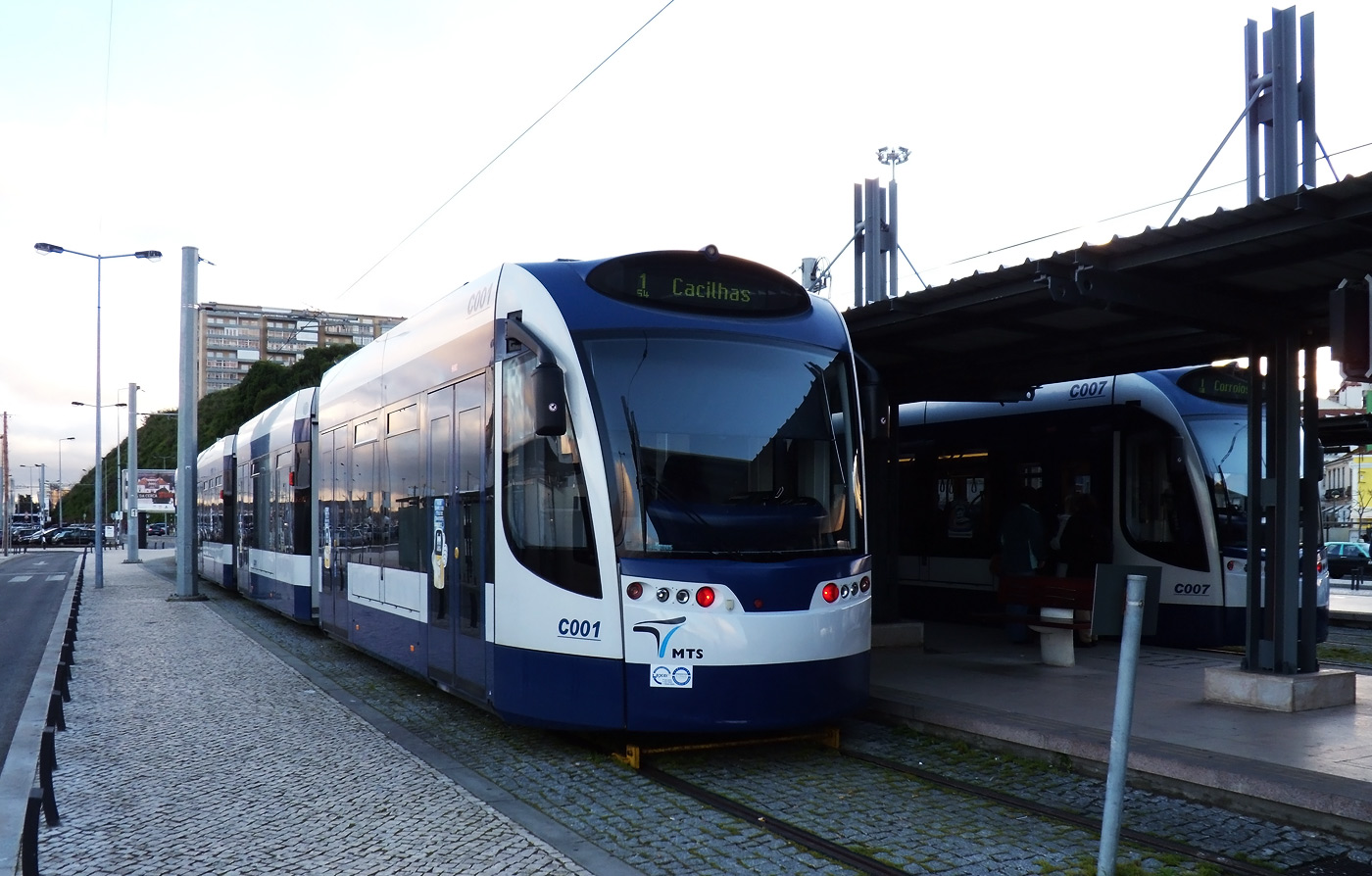
Duas automotoras da MTS em Cacilhas.

Sendo um sistema com formato de Y, a linha 1 tem sempre ligação com as outras duas linhas do metro em todas as estações do seu percurso.
Em Cacilhas, existe ligações com os barcos da Transtejo que ligam ao Cais do Sodré, sendo o terminal compartilhado com a linha 3 e circulando com esta até à estação de Bento Gonçalves, situada na avenida com mesmo nome, a única estação da linha que não tem ligações com a Carris Metropolitana. 
Na Cova da Piedade, existe ligações com autocarros de longo curso, e com a carreira 753 da Carris, além de começar o troço em comum com a linha 2 até Corroios, aonde nesta última, a linha tem ligações com a Fertagus, servindo a estação com mesmo nome.

## Estações

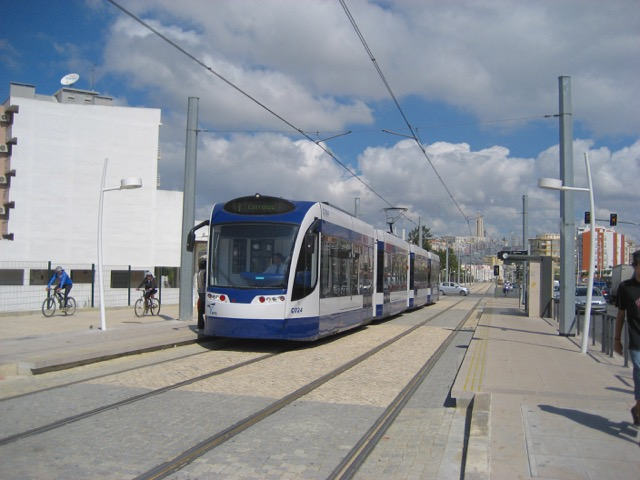
C024 na António Gedeão, em direção a Corroios.

Cacilhas |  

 25 de Abril | 

 Gil Vicente | 

 São João Baptista | 

 Almada | 

 Bento Gonçalves

 Cova da Piedade | 

 Parque da Paz | 

 António Gedeão | 

 Laranjeiro | 

 Santo Amaro | 

 Casa do Povo | 

 Corroios |  